# Ik wil alles met je delen
Ik wil alles met je delen is een single van Maywood. Het is afkomstig van hun album Achter de horizon en was een van de twintig liedjes die meededen in het Nationaal Songfestival 1990.

## Achtergrond
Ik wil alles met je delen verscheen op het album Achter de horizon, waarop ook hun versie van  Wacht op mij staat. Dat was een lied dat Alice May voor Shannah had geschreven voor het Nationaal Songfestival 1989. De B-kant Wat zijn we met de wereld aan het doen is eveneens geschreven door Alice May, maar dan samen met Aad Klaris. Ter promotie van de liedjes werd de single No more winds to guide me / I was born to love you geperst.
Ik wil alles met je delen was een van de twintig liedjes die meededen in het Nationaal Songfestival 1990. Maywood had toen al een zekere stroom aan singles en elpees op hun naam staan, waaronder de hits Late at night en Rio. Onder hun tegenstanders zaten veel onbekende artiesten, maar ook Gordon en Tony Neef deden mee. Uit twee voorrondes en een eindronde kwam Maywood als winnaar tevoorschijn, op die hielen gezeten door The Company met Zonder liedje. Maywood werd op het Eurovisiesongfestival 1990 vijftiende in een veld van tweeëntwintig. Ze hadden daarbij wel de pech, dat tijdens hun uitvoering een microfoon niet open was gezet, waardoor een karakteristiek bachtrompet nauwelijks tot niet te horen was. Toto Cutugno won. Na dat songfestival stokte de output van het duo Alice May en Caren Wood. In 1995 volgde de breuk tussen de twee, die in 2014 nog niet geheeld was, toen ze gevraagd werden voor een aantal concerten.

## Hitnotering
Het werd geen groot commercieel succes in Nederland.

### Nederlandse Top 40
| Hitnotering: 19-05-1990 t/m 02-06-1990 | Hitnotering: 19-05-1990 t/m 02-06-1990 | Hitnotering: 19-05-1990 t/m 02-06-1990 | Hitnotering: 19-05-1990 t/m 02-06-1990 | Hitnotering: 19-05-1990 t/m 02-06-1990 |
| Week:                                  | 1                                      | 2                                      | 3                                      |                                        |
| -------------------------------------- | -------------------------------------- | -------------------------------------- | -------------------------------------- | -------------------------------------- |
| Positie:                               | 39                                     | 36                                     | 40                                     | uit                                    |

### Nationale Top 100
| Hitnotering: 14-04-1990 t/m 16-06-1990 | Hitnotering: 14-04-1990 t/m 16-06-1990 | Hitnotering: 14-04-1990 t/m 16-06-1990 | Hitnotering: 14-04-1990 t/m 16-06-1990 | Hitnotering: 14-04-1990 t/m 16-06-1990 | Hitnotering: 14-04-1990 t/m 16-06-1990 | Hitnotering: 14-04-1990 t/m 16-06-1990 | Hitnotering: 14-04-1990 t/m 16-06-1990 | Hitnotering: 14-04-1990 t/m 16-06-1990 | Hitnotering: 14-04-1990 t/m 16-06-1990 | Hitnotering: 14-04-1990 t/m 16-06-1990 | Hitnotering: 14-04-1990 t/m 16-06-1990 |
| Week:                                  | 1                                      | 2                                      | 3                                      | 4                                      | 5                                      | 6                                      | 7                                      | 8                                      | 9                                      | 10                                     |                                        |
| -------------------------------------- | -------------------------------------- | -------------------------------------- | -------------------------------------- | -------------------------------------- | -------------------------------------- | -------------------------------------- | -------------------------------------- | -------------------------------------- | -------------------------------------- | -------------------------------------- | -------------------------------------- |
| Positie:                               | 96                                     | 80                                     | 62                                     | 51                                     | 43                                     | 42                                     | 42                                     | 56                                     | 71                                     | 98                                     | uit                                    |

1956: De vogels van Holland / Voorgoed voorbij · 1957: Net als toen · 1958: Heel de wereld · 1959: 'n Beetje · 1960: Wat een geluk · 1961: Wat een dag · 1962: Katinka · 1963: Een speeldoos · 1964: Jij bent mijn leven · 1965: 't Is genoeg · 1966: Fernando en Filippo · 1967: Ring-dinge-ding · 1968: Morgen · 1969: De troubadour · 1970: Waterman · 1971: Tijd · 1972: Als het om de liefde gaat · 1973: De oude muzikant · 1974: Ik zie een ster · 1975: Ding-a-dong · 1976: The party's over · 1977: De mallemolen · 1978: 't Is O.K. · 1979: Colorado · 1980: Amsterdam · 1981: Het is een wonder · 1982: Jij en ik · 1983: Sing me a song · 1984: Ik hou van jou · 1986: Alles heeft ritme · 1987: Rechtop in de wind · 1988: Shangri-la · 1989: Blijf zoals je bent · 1990: Ik wil alles met je delen · 1992: Wijs me de weg · 1993: Vrede · 1994: Waar is de zon · 1996: De eerste keer · 1997: Niemand heeft nog tijd · 1998: Hemel en aarde · 1999: One good reason · 2000: No goodbyes · 2001: Out on my own · 2003: One more night · 2004: Without you · 2005: My impossible dream · 2006: Amambanda · 2007: On top of the world · 2008: Your heart belongs to me · 2009: Shine · 2010: Ik ben verliefd (sha-la-lie) · 2011: Never alone · 2012: You and me · 2013: Birds · 2014: Calm after the storm · 2015: Walk along · 2016: Slow down · 2017: Lights and shadows · 2018: Outlaw in 'em · 2019: Arcade · 2020: Grow · 2021: Birth of a new age · 2022: De diepte · 2023: Burning daylight · 2024: Europapa